# Heinrich Carl von Schimmelmann
Heinrich Carl von Schimmelmann (ur. 13 lipca 1724 w Demmin, zm. 16 lutego 1782 w Kopenhadze) – duński polityk niemieckiego pochodzenia, a także kupiec i przedsiębiorca.

## Życiorys
Działał jako kupiec w Dreźnie. Gdy trwała wojna siedmioletnia (1756–1763) i Saksonię zajęły wojska Fryderyka Wielkiego, Schimmelmann kupił odeń za sumę 120 tysięcy talarów manufakturę porcelany w Miśni. W 1759 otworzył dom handlowy w Hamburgu i odziedziczył zamek Ahrensburg. W 1761 wszedł w służbę Danii, zostając intendentem handlu. W służbie duńskiej działał jako baron od 1762, a w 1779 otrzymał godność hrabiego. Jego architekt Carl Gottlob Horn (1734–1807) budował od roku 1762 w Wandsbeck zamek dla Schimmelmanna. Schimmelmann był również zaangażowany w handel bronią i niewolnikami z Afryką. Zmarł w 1782 roku. Został pochowany w Wandsbeck.